# Parti de la solidarité américaine
 (avril 2024).
La mise en forme du texte ne suit pas les recommandations de Wikipédia : il faut le « wikifier ».
Les points d'amélioration suivants sont les cas les plus fréquents. Le détail des points à revoir est peut-être précisé sur la page de discussion.
- Les titres sont pré-formatés par le logiciel. Ils ne sont ni en capitales, ni en gras.
- Le texte ne doit pas être écrit en capitales (les noms de famille non plus), ni en gras, ni en italique, ni en « petit »…
- Le gras n'est utilisé que pour surligner le titre de l'article dans l'introduction, une seule fois.
- L'italique est rarement utilisé : mots en langue étrangère, titres d'œuvres, noms de bateaux, etc.
- Les citations ne sont pas en italique mais en corps de texte normal. Elles sont entourées par des guillemets français : « et ».
- Les listes à puces sont à éviter, des paragraphes rédigés étant largement préférés. Les tableaux sont à réserver à la présentation de données structurées (résultats, etc.).
- Les appels de note de bas de page (petits chiffres en exposant, introduits par l'outil «  Source ») sont à placer entre la fin de phrase et le point final[comme ça].
- Les liens internes (vers d'autres articles de Wikipédia) sont à choisir avec parcimonie. Créez des liens vers des articles approfondissant le sujet. Les termes génériques sans rapport avec le sujet sont à éviter, ainsi que les répétitions de liens vers un même terme.
- Les liens externes sont à placer uniquement dans une section « Liens externes », à la fin de l'article. Ces liens sont à choisir avec parcimonie suivant les règles définies. Si un lien sert de source à l'article, son insertion dans le texte est à faire par les notes de bas de page.
- La présentation des références doit suivre les conventions bibliographiques. Il est recommandé d'utiliser les modèles {{Ouvrage}}, {{Chapitre}}, {{Article}}, {{Lien web}} et/ou {{Bibliographie}}. Le mode d'édition visuel peut mettre en forme automatiquement les références.
- Insérer une infobox (cadre d'informations à droite) n'est pas obligatoire pour parachever la mise en page.

Pour une aide détaillée, merci de consulter Aide:Wikification.
Si vous pensez que ces points ont été résolus, vous pouvez retirer ce bandeau et améliorer la mise en forme d'un autre article.
Le Parti de la solidarité américaine (ASP) est un parti politique chrétien-démocrate aux États-Unis,. Il naît en l'année 2011 et officiellement incorporé en 2016. Le parti a un Comité national de solidarité (SNC), et de nombreuses sections nationales et locales actives. Brian Carroll était le premier candidat du parti, à l'élection présidentielle de 2020.
Le Parti de la solidarité américaine est classé de socialement conservateur, tout en soutenant l'intervention du gouvernement sur les questions économiques. Le Parti américain de la solidarité encourage le développement social dans le sens de la subsidiarité, en mettant l'accent sur « l'importance de familles fortes, de communautés locales et d'associations bénévoles ». Il favorise la politique fiscalement progressiste, et une économie sociale de marché à caractère distributiste,, qui cherche « une participation et une propriété économiques généralisées » et présente un programme de filet de sécurité sociale.

## Noms et symboles
Le nom original du parti politique vient de l'inspiration de ses homologues européens, le syndicat polonais Solidarité, et le nom actuel reflète son idéologie et ses orientations politiques beaucoup plus développées au cours des années qui ont suivi.
Sur les réseaux sociaux, les membres du Parti de la solidarité américaine utilisent l'emoji cœur orange pour désigner leur « éthique de vie entière » et leurs influences démocrates chrétiennes.
Les membres du Parti de solidarité américaine, utilisent le démonyme « Solidariste » pour qu'il se désigne eux-mêmes.

## Histoire

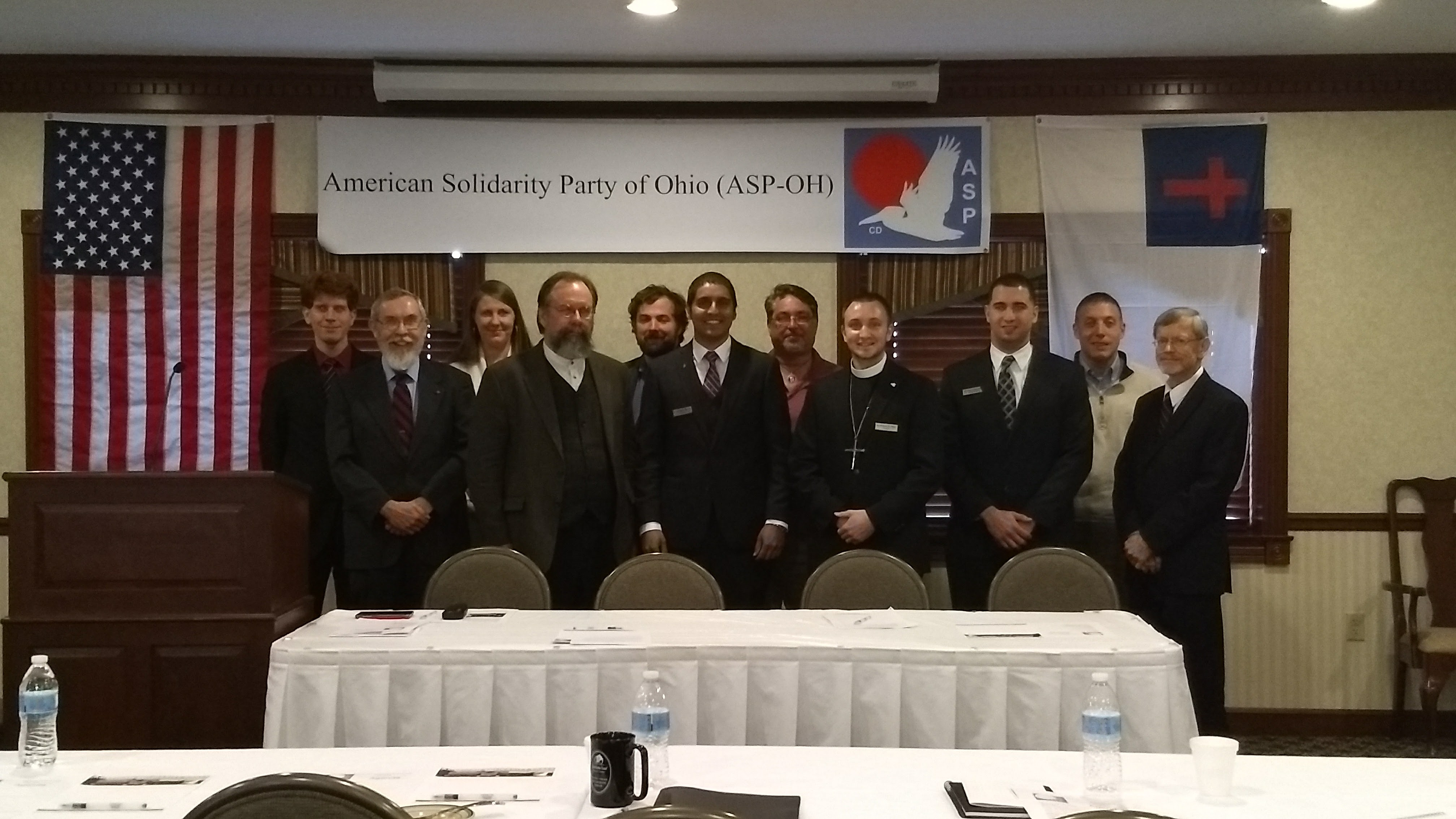
Les membres se sont réunis pour la réunion régionale du Midwest de l'ASP 2017

Le Parti de la solidarité américaine a été créé en 2011 d'abord sous le nom de "Parti chrétien-démocrate" des États-Unis (CDPUSA). En 2012, le parti parti chrétien-démocrate a soutenu la candidature indépendante de Joe Schriner à la présidence. En décembre 2020, le Parti  américain de la solidarité a rejoint le conseil d'administration de la "Coalition pour des élections libres et ouvertes".

## Idéologie
Le Parti de la solidarité américaine de la solidarité se tourne vers les mouvements démocrates chrétiens en Europe et dans les Amériques.
Le Parti de la solidarité américaine a été classé de conservateur sur les questions sociales tout en soutenant l'intervention du gouvernement dans les questions économiques, ce qui le rend communautaire.

### Positions politiques

#### Problèmes sociaux
Le Parti de la solidarité américaine s'oppose à l'avortement, à l'euthanasie mais aussi à la peine capitale, sur la base du caractère sacré de la vie humaine, donc l'idéologie de la démocratie chrétienne. Il considère la famille hétérosexuelle traditionnelle comme étant au cœur de la société.
Le Parti de la solidarité américaine plaide pour une approche bienveillante sur le sujet de l’immigration. Ils veulent équilibrer la nécessité de frontières sûres, avec un engagement en faveur de la dignité humaine.

#### Problèmes économique
Le Parti de la solidarité américaine soutient l'idée d'un un système de santé universel, ainsi qu'une économie possédant une large distribution de la propriété productive en particulier, une propriété accrue des travailleurs, et une gestion de leur production,,.

#### Questions de politique étrangère
Le Parti de la solidarité américaine est non-interventionniste dans sa politique étrangère, utilisant la paix comme principal directeur. Il soutient l’aide aux étranger, et la diplomatie non-violente, tout en s’opposant à l’utilisation militaire violente pour résoudre les conflits.

## Élections

Statut du scrutin de l'ASP en 2016
Sur les bulletins de vote
Par écrit

### 2016

#### Élection présidentielle
Au cours de la saison des élections présidentielles de 2016, le Parti de la solidarité américaine a organisé une convention en ligne le 9 juillet 2016, au cours de laquelle, Amir Azarvan, gagnant de cette convention, de Géorgie, a été nommé candidat à la présidence et Mike Maturen, du Michigan, candidat à la vice-présidence. Cependant, Azarvan s'est par la suite retiré de la course présidentielle et, en réponse, le ticket revient donc à Mike Maturen se présentant à la présidence et Juan Muñoz, du Texas, à la vice-présidence du parti,.

### 2017

Votes du gouverneur de l'ASP 2018 CA par comté et en pourcentage.

Pour les élections hors année de novembre 2017, le Parti de la solidarité américaine, a présenté une candidate à l'Assemblée législative du New Jersey, Monica Sohler, dans le 6e district. Elle a obtenu 821 voix, soit 0.7 %.

### 2018
Desmond Silveira, ingénieur logiciel, était membre du comité national du Parti de la solidarité américaine, a été directeur de campagne pour la campagne Maturen-Muñoz 2016, vice-président du Parti de la solidarité américaine et directeur des opérations du parti.

#### Élection présidentielle

Statut du scrutin de l'ASP en 2020
Sur les bulletins de vote
Par écrit

Lors de l'élection présidentielle américaine de 2020, Brian Carroll, Joe Schriner ainsi que Joshua Perkins ont annoncé leur candidature à l'investiture du Parti de la solidarité américaine. Carroll a été déclaré vainqueur de la nomination, le 9 septembre 2019,.

## Billets présidentiels
| Élection | Nom           | Home state  | Running Mate | Home state    | Campagne Date d'annonce                               | Votes       |
| -------- | ------------- | ----------- | ------------ | ------------- | ----------------------------------------------------- | ----------- |
| 2016     | Mike Maturen  | Michigan    | Juan Muñoz   | Texas         | FEC Filing                                            | 6,697 0 EV  |
| 2020     | Brian Carroll | California  | Amar Patel   | Illinois      | Campagne : 2 avril 2019 Nomination : 9 septembre 2019 | 42,305 0 EV |
| 2024     | Peter Sonski  | Connecticut | Lauren Onak  | Massachusetts | Campagne : 20 février 2023 Nomination : 2 juin 2024   |             |